# North Star (Ohio)
North Star es una villa ubicada en el condado de Darke en el estado estadounidense de Ohio. En el Censo de 2010 tenía una población de 236 habitantes y una densidad poblacional de 173,56 personas por km².

## Geografía
North Star se encuentra ubicada en las coordenadas 40°19′27″N 84°34′8″O / 40.32417, -84.56889. Según la Oficina del Censo de los Estados Unidos, North Star tiene una superficie total de 1.36 km², de la cual 1.36 km² corresponden a tierra firme y (0%) 0 km² es agua.

## Demografía
Según el censo de 2010, había 236 personas residiendo en North Star. La densidad de población era de 173,56 hab./km². De los 236 habitantes, North Star estaba compuesto por el 100% blancos, el 0% eran afroamericanos, el 0% eran amerindios, el 0% eran asiáticos, el 0% eran isleños del Pacífico, el 0% eran de otras razas y el 0% pertenecían a dos o más razas. Del total de la población el 0% eran hispanos o latinos de cualquier raza.